# Рима бинт Аль-Валид Аль Сауд
1. перенаправление Рим бинт Аль-Валид Аль Сауд